# Three Weeks with My Brother
Three Weeks with My Brother es un libro escrito por Nicholas Sparks y su hermano Micha.
Este libro es un relato de su viaje de tres semanas en todo el mundo. Cómo los únicos sobrevivientes de su familia, los dos hermanos se embarcaron en este viaje para visitar las maravillas del mundo. Sin embargo, en este viaje, se descubrieron a sí mismos. Descubrieron la verdad sobre la vida, la pérdida, y el amor.